# Djurgården Hockey 1940/1941
Djurgården spelade i Stockholmsserien klass 4 där man kom tvåa av åtta lag. Vann serien gjorde Skuru IK. Båda lagen flyttades upp till klass 2 den följande säsongen då seriesystemet lades om och Svenska serien fick en Division II och flera av Stockholmsserien bästa lag flyttades dit.